# Euzois di Bisanzio
Euzois (in greco Εὐζώϊος?; ... – 154) è stato un vescovo romano, titolare della diocesi di Bisanzio dal 148 al 154. Il suo episcopato avvenne durante le persecuzioni contro i cristiani di Antonino Pio.